# Japans Nationella Turistorganisation
Japans Nationella Turistorganisation (国際観光振興機構 Kokusai Kankō Shinkō Kikō?), JNTO, tillhandahåller information om Japan för att främja resor till och inom landet. Det grundades 1964 och dess huvudkontor ligger i Yotsuya, Shinjuku distrikt, Tokyo. JNTO driver turistinformationscenter (TIC) samt en webbplats. Den sprider information om transporter, boende, mat och dryck och sightseeing samt publicerad turismstatistik och marknadsrapporter. Det ger också stöd till internationella konventioner och incitamentsevenemang.

## Historia
Den första institutionen som lockade utländska turister Kihinkai grundades 1893. Japan Turism Byrå grundades 1911. Det första japanska turistkontoret byggdes i New York 1952. Det första europeiska kontoret inrättades i Paris 1960. 1964 döptes Japans turistbyrå officiellt om till Japans Nationella Turistorganisation (JNTO) och förblir i denna form idag. JTNO är för närvarande verksamt i 20 länder över hela världen.

### JNTO i Sverige
Den 4 mars 2024 grundades Japan National Tourism Organisation i Stockholm, som sedan dess även varit representerad i Sverige. Kontoret representerar inte bara Sverige utan även andra nordiska och baltiska länder. Kontoret ligger i Waterfront byggnad och Kana Wakabayashi är chef. Det är det 26:e kontoret utanför Japan och det sjätte i Europa. Målet med JNTO är att fördjupa relationerna mellan Japan och Skandinavien inom kultur och turism och att skapa ytterligare samarbeten. Skandinavien är också ett populärt resmål för japaner, särskilt Finland och Sverige. Sedan januari 2025 har det gått ett direktflyg mellan Tokyo Haneda och Stockholm Arlanda med ANA.

## Verksamhet
JNTO är en oberoende administrativ institution för Japans regering. Dess publikationer och webbplats hjälper till att förbereda resplaner inom Japan och tillhandahåller ett brett utbud av reseinformation på engelska och andra språk om transport, boende, shopping och evenemang. Materialet uppdateras ofta.
JNTO sponsrar ett Goodwill Guide Program, genom vilket cirka 47 000 tvåspråkiga volontärer hjälper besökare från utlandet. De förtjänar rätten att bära programmets identifieringsmärke, en vit duva ovanpå en jordglob. Över hela Japan finns det 77 grupper av Systematized Goodwill Guide (SGG) som mestadels består av studenter, hemmafruar och pensionärer som ägnar sig åt en mängd olika aktiviteter med hjälp av sina främmande språkkunskaper. Vissa grupper erbjuder en gratis förinställd vandringstur, för vilken besökaren bara behöver gå till en förutbestämd plats vid ett visst datum och tid, medan andra är tillgängliga för att träffa turister på begäran. Det tas ingen avgift ut för Goodwill Guidernas service, eftersom de är volontärer, endast deras resekostnader och deras inträde till turistanläggningar och för gemensamma måltider.

## Utomeuropeiska kontor
JNTO har 26 kontor runt om i världen. Utomeuropeiska kontor tillhandahåller den senaste informationen om inhemska och internationella resor, engagerar sig i mediamarknadsföring och samarbete med journalister, deltar i resemässor och utställningar, stödjer reseutvecklingen i den lokala resebranschen och bedriver turismrelaterad forskning etc.
| Utomlands Kontor                                                                                             | Ansvariga Territorier |
| --- | --- |
| Europa, Mellanöstern och Afrika                                                                              | |
| Paris | Frankrike, Andorra, Belgien, Luxemburg, Monaco, fransktalande områden i Schweiz, fransktalande områden i Afrika                                                                     |
| Frankfurt | Tyskland, Bosnien och Hercegovina, Kroatien, Montenegro, Nordmakedonien, Österrike, Polen, Rumänien, Serbien, Slovakien, Slovenien, Tjeckien, Ungern, tysktalande områden i Schweiz |
| Rom | Italien, Albanien, Grekland, Malta, San Marino, Vatikanstaten |
| Stockholm | Sverige, Danmark, Estland, Finland, Island, Norge, Lettland, Litauen |
| Madrid | Spanien, Portugal, Portugisisktalande områden i Afrika, Spansktalande områden i Afrika                                                                                              |
| London | Storbritannien, Cypern, Irland, Israel, Kosovo, Liechtenstein, Nederländerna, Engelsktalande områden i Afrika och Mellanöstern                                                      |
| Moskva (Ryssland är för närvarande avstängt och andra länder håller för närvarande på att ersättas i London) | Ryssland, Armenien, Azerbajzjan, Centralasien, Georgien, Moldavien, Ukraina, Vitryssland                                                                                            |
| Dubai | Förenade arabemiraten, Mellanöstern (exklusive Israel), Nordafrika |
| Amerikas | |
| New York | Östra USA, Brasilien, Karibien |
| Los Angeles                                                                                                  | Västra USA |
| Mexico City                                                                                                  | Mexiko, Centralamerika, Sydamerika (exklusive Brasilien) |
| Toronto | Kanada |
| Asien och Oceanien                                                                                           | |
| Sydney | Oceanien |
| Peking | Norra och västra Kina, Mongliet |
| Hong Kong | Hong Kong, Macau, Taiwan |
| Guangzhou | Södra Kina |
| Chengdu | Centrala Kina |
| Shanghai | Östra Kina |
| Seoul | Nord och Sydkorea |
| Jakarta | Indonesien |
| Kuala Lumpur                                                                                                 | Malaysia, Brunei |
| Singapore | Singapore, Bangladesh, Maldiverna, Östtimor, Pakistan, Sri Lanka |
| Delhi | Indien, Bhutan, Nepal |
| Manila | Filippinerna |
| Bangkok | Thailand, Kambodja, Laos, Myanmar |
| Hanoi | Vietnam |